# Barndegat
Het Barndegat is een kanaal op de grens tussen de Nederlandse gemeentes Amsterdam (meer bepaald Amsterdam-Noord) en Zaanstad, alsook de naam van een straat in Zaandam.
Het kanaal ligt in het verlengde van het Zijkanaal H en komt bij de Westkolkdijk uit in de Zaanse Zuidervaartwatering. Ten westen van het Barndegat bevindt zich de Zaandamse Achtersluispolder en ten oosten bevindt zich de in de Noorder IJpolder uitgegraven Noorder IJplas. Tussen deze plas het Barndegat bevindt zich de Zijkanaal H-weg. Tevens is het Barndegat de naam van een straat in Zaandam ten zuiden van de Noorder IJ en Zeeweg en Noorder IJ en Zeedijk.
De naam Barndegat is evenals de Barndesteeg in het centrum van Amsterdam afgeleid van 'barnen', een oude vorm van 'branden'.